# 龔秉德
龔秉德（1512年—？），字性之，號方洲、又号虹川，江西新建縣人，山東東昌府濮州民籍，明朝政治人物。

## 生平
嘉靖十六年（1537年）丁酉科山東鄉試第十八名舉人。嘉靖二十年（1541年）中式辛丑科會試第三十二名，登第三甲第十九名進士。初授鎮江府推官，嘉靖二十六年（1547年）六月选授南京广西道試御史，嘉靖三十年（1551年）出为浙江温州府知府，升湖广襄阳兵备副使。

## 著作
有《三幻集》。

## 家族
曾祖龔禮遠；祖父龔伯燦；父龔仕剛，母雷氏。永感下。弟秉哲。